# 杨家湾镇 (毕节市)
杨家湾镇，是中华人民共和国贵州省毕节市七星关区下辖的一个乡镇级行政单位。

## 行政区划
杨家湾镇下辖以下地区：
杨家湾村、杨箐村、站坡村、周驿村、三合村、松山村、出烟洞村、开林村、大埂子村、七星村、发达村、照壁村、塘边村、嘎木营村、营盘村和香炉村。